# Fagered
Fagered est un village et paroisse en Halland, Suède. Le village a une population de 137 habitants (2005). La revue de Fagered (Fageredsrevyn) se passe chaque année.